# Zsófia Szabó
Zsófia Szabó (n. 22 septembrie 1988, Orosháza, Békés, Ungaria) este o actriță și prezentatoare de televiziune maghiară.

## Biografie
Zsófia Szabó s-a născut în orașul Orosháza, iar tatăl său este actorul Gyula Szabó. Zsófia are un frate mai mare, Gyula, și doi frați vitregi, Melinda și Attila.. A studiat la Liceul Sfânta Margareta și la Liceul Antal Nagy Antal din Buda. Și-a finalizat studiile universitare la Colegiul Kodolányi János. Ea a început să călărească la vârsta de șaisprezece ani, în Germania și Austria.
În februarie 2024 s-a mutat de la RTL la TV2, unde a devenit gazda emisiunii Mokka și ambasador al TV2 KLUB.

## Viață personală
La 1 octombrie 2016 s-a căsătorit la Nyíregyháza cu Zsólt Kis, care a fost anterior lider de listă al Partidului Coaliției Romilor MCF la alegerile pentru Parlamentul European din 2009.
La 4 decembrie 2017 a născut copilul lor, Mendel Kis. În ianuarie 2021, și-a anunțat divorțul de soțul ei.
În octombrie 2021, ea a anunțat că este căsătorită în prezent cu Shane Tusup. În mai 2022, ea a rupt logodna cu Shane Tusup.

## Filmografie selectivă
- Pentru mai bine sau mai rău (2009-2014) - Betty Tanakis
- X Factor (2014) - prezentatoare
- Sunt celebru, scoate-mă de aici! (2014) - concurentă
- Parteneri de divorț (2015) - vânzatoarea
- Reggeli (2019-2023) - prezentatoare
- Masked Singer (2021)  - jurată
- Hotel Margaret (2022) - Sonia
- Efect secundar (2023) - Dorina
- Mokka (2024) - prezentatoare